# Nadační fond Jiřího Menzela
Nadační fond Jiřího Menzela je nadace pomáhající umělcům odkázaným na péči druhých.

## Historie vzniku
Založení Nadačního fondu Jiřího Menzela vyšlo ze zkušeností, které rodina Jiřího Menzela zažila v posledních třech letech jeho života, kdy byl odkázán na 24hodinovou péči druhých, dva roky strávil doma. Tato péče vyžadovala nemalé finanční prostředky.
Právě proto je jedním z cílů tohoto nadačního fondu vybírat prostředky pro umělce, kteří se ocitnou v situaci podobné té, do jaké se dostal i režisér Menzel. Chceme aspoň částečně pomáhat, aby měli tu možnost, kterou jsme poskytli Jiřímu Menzelovi vlastními silami. Aby mohli spokojeně a důstojně dožít.

## Poslání
Nadační fond Jiřího Menzela byl zřízen na podporu významných umělců, zasloužilých o propagaci české kultury, v případě jejich sociální nesnáze z důvodu zdravotních komplikací péči o zachování díla Jiřího Menzela a jeho náležité využívání v kulturní činnosti obstarání a údržbu pietních a pamětních symbolů připomínajících osobu herce a režiséra Jiřího Menzela poskytování pomoci začínajícím umělcům (hercům, režisérům, apod.) v oblasti filmového umění pořádání seminářů, setkání umělců a jiných kulturních aktivit. Účelem nadačního fondu je také shromažďování finančních prostředků pro podporu činnosti nadačního fondu, pořádání kulturních, sportovních a společenských akcí a ochrana a rozvoj humanitárních hodnot v oboru filmového umění. Toto navazuje na celoživotní úsilí Jiřího Menzela o rozvoj české kinematografie a na jeho umělecký odkaz.
NFJM dosud přispěl těmto umělcům: Zuzaně Fišárkové, Oldřichu Vlachovi, Rudolfu Jelínkovi, Ivance Deváté, Oldřichu Víznerovi a na projekty mladých tvůrců Kateřině Hroníkové a Pravdomilu Tomanovi.
Akce realizované od začátku založení NFJM:
- Exteriérová výstava Rozmarné cesty Jiřího Menzela byla slavnostně zahájena 2. dubna 2022 v Mladé Boleslavi, v zahradě kliniky dr. Pírka. Hostitelem byl ředitel kliniky Stanislav Najman, výstavu zahájila Olga Menzelová a mezi hosty byl i herec Jaromír Hanzlík.[1]

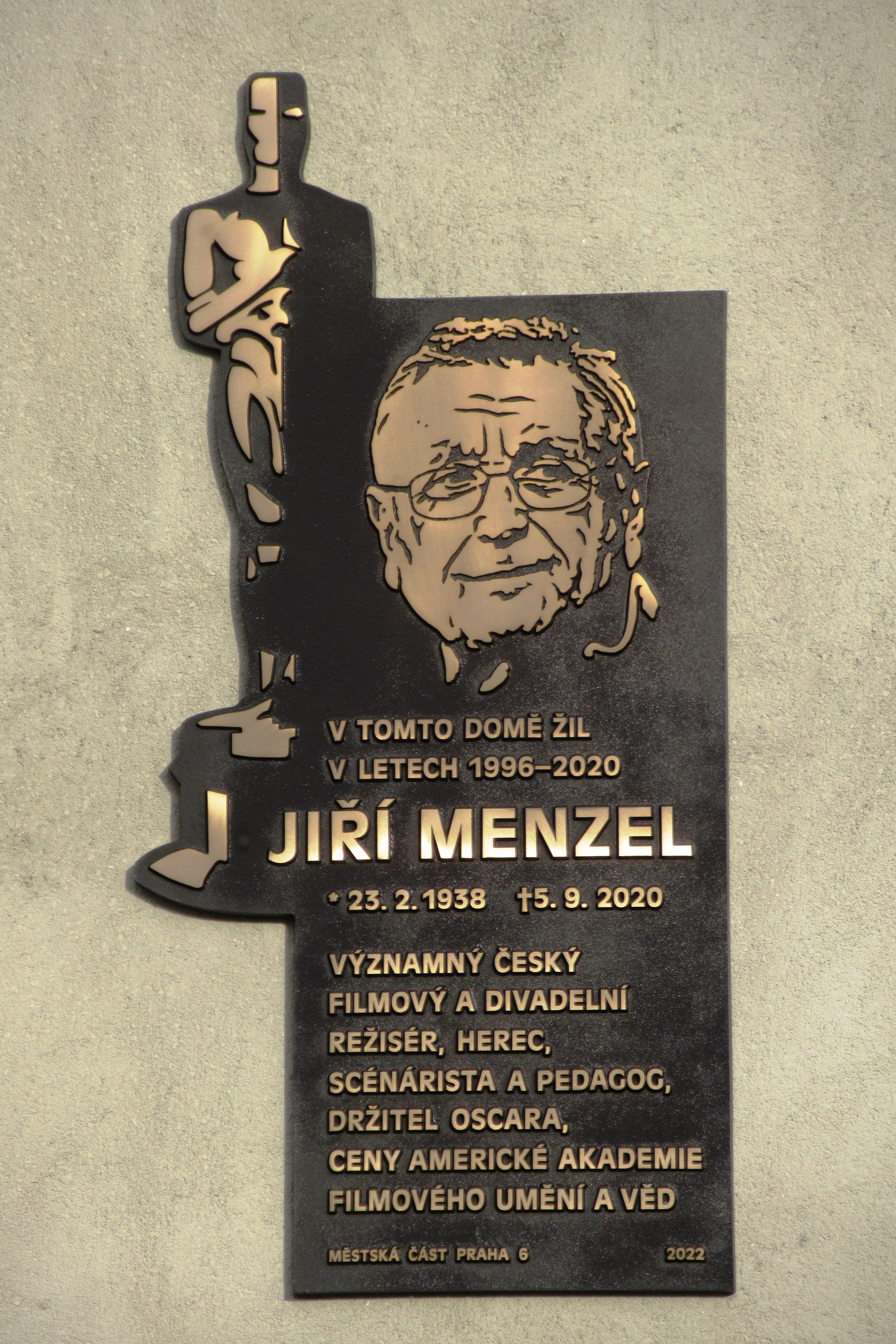
Pamětní deska Na Valech čp. 283

- 5. října 2022 – odhalení pamětní desky na domě, kde Jiří Menzel žil. Městská část Praha 6 slavnostně odhalila pamětní desku výrazné osobnosti české kultury, oscarovému režisérovi, herci a spisovateli Jiřímu Menzelovi. Deska je umístěna na domě v ulici Na Valech, kde Jiří Menzel téměř čtvrt století žil. Slavnostního odhalení se zúčastnili představitelé městské části Prahy 6, Olga Menzelová, členové rodiny, i významné osobnosti z řad divadelního a filmového světa. Mezi nimi například herec Viktor Preiss, Jiří Suchý, Petr Brukner, režisér Jan Hřebejk.
- Festival Jiřího Menzela v Divadle Bez zábradlí (23.–28. dubna 2022). V rámci této akce byly uvedeny hry, které J. Menzel režíroval v tomto divadle, konal se týden filmů a také první dražba, jejíž výtěžek byl poslán na účet NFJM.
- V říjnu 2022 se konalo na Vyšehradě uložení urny do hrobu Jiřího Menzela. Náhrobek, který navrhl ak. arch. David Vávra, zpracovali ho: ak. sochař Petr Váňa, kameník a restaurátor Tomáš Váňa, intarzie mramoru – písmo David Beneš. Odborná spolupráce Ing. arch. Ondřej Šefců.[2]

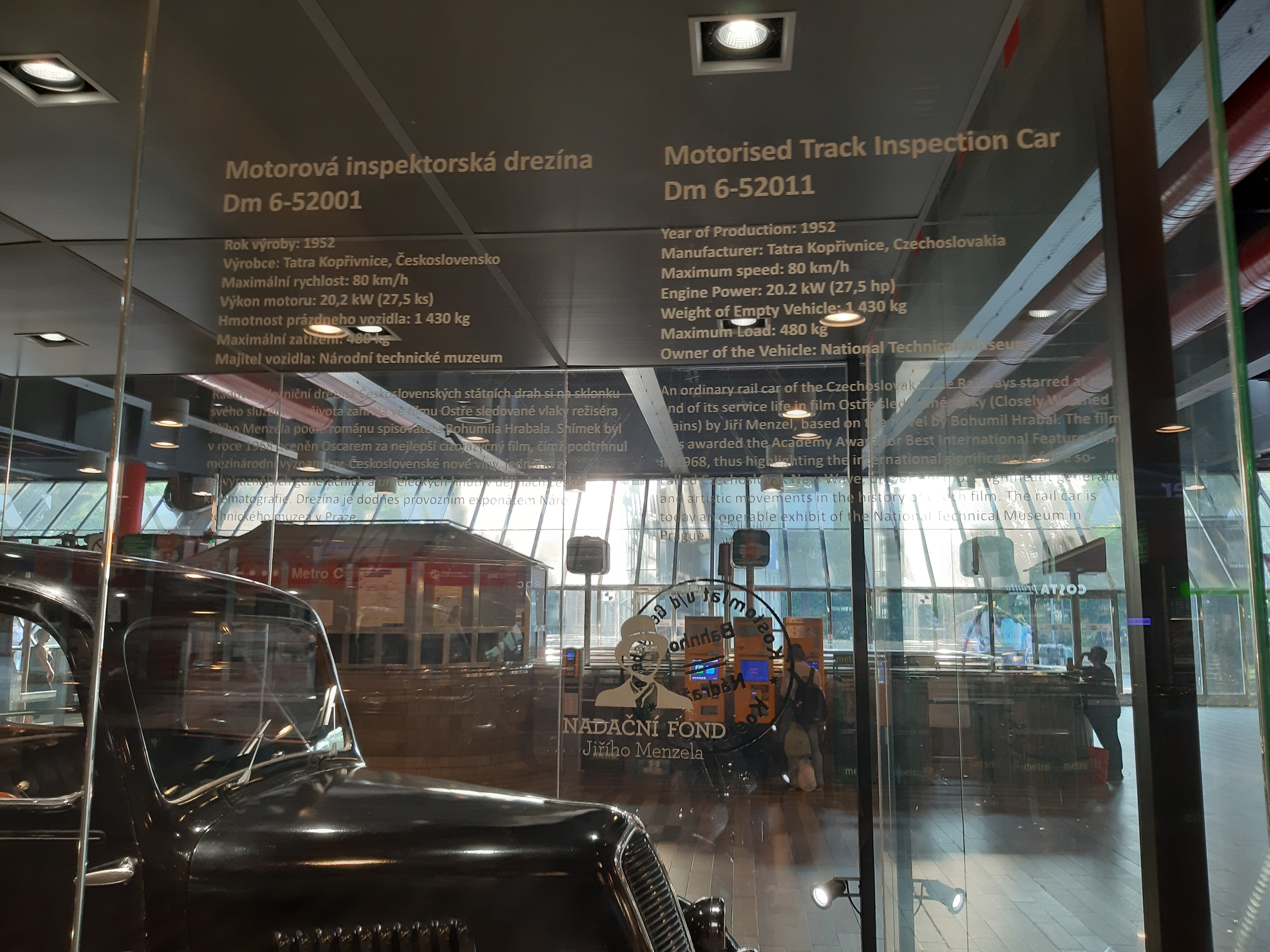
Motorová drezína Dm 6-52001

- V prosinci 2022 byla na hlavním nádraží v Praze odhalena filmová drezína z oscarového snímku Jiřího Menzela Ostře sledované vlaky, která připomíná 85. nedožité narozeniny slavného režiséra. Slavnostního aktu se zúčastnila Olga Menzelová, ministr dopravy Martin Kupka a generální ředitelé Správy železnic a Národního technického muzea Jiří Svoboda a Karel Ksandr.[3]
- Večery na HAMU – 12. a 13. května 2023 proběhly v areálu pražské HAMU dva večery, kde se sešly významné herecké osobnosti a zároveň jsme si mohli prohlédnout výstavu ze života a díla Jiřího Menzela Rozmarné cesty. V rámci večera proběhla také aukce několika předmětů, které do dražby věnovali přátelé Jiřího Menzela. Výtěžek byl opět odeslán na účet NFJM.
- Středočeský kraj, Polabské muzeum a město Nymburk uspořádaly 19. května 2023 vernisáž venkovní výstavy Rozmarné cesty Jiřího Menzela v Parku Pod Hradbami v Nymburce. Součástí slavnostního zahájení za přítomnosti vzácných hostů, Olgy Menzelové, Jitky Zelenohorské byla komentovaná prohlídka s Mílou Řádovou, dlouholetou asistentkou režiséra Menzela.[4]
- Promítání filmů a prezentace nových námětů na debuty v kině Edison v Praze pod záštitou NFJM – 10. listopadu 2023
- Rozmarný večer v Trojském zámku 22. května 2024. Společenský večer v areálu Trojského zámku spojil nejen legendy českého a zahraničního filmu, ale také současnou hudební a výtvarnou elitu. Poprvé byly uděleny Ceny Nadačního fondu Jiřího Menzela, laureáty byli slovenská herečka Magda Vášáryová a maďarský herec János Bán. Výtvarná díla poskytnutá do aukce pomohla získat do Nadačního fondu 1 800 000 Kč.
- Výstavy Rozmarné cesty Jiřího Menzela a Skleněné cesty Jiřího Pačinka od jsou od 25. května 2024 v Křišťálovém kostele v Kunraticích u Cvikova. Propojení těchto výstav zdůrazňuje úzkou spolupráci NFJM a Pačinek Glass.[5]